# Eva May
Pour les articles homonymes, voir May.
Eva May, née Eva Maria Mandl le 29 mai 1902 à Vienne, Autriche-Hongrie et morte le 10 septembre 1924 à Baden, Autriche, fut une actrice autrichienne du cinéma muet.

## Biographie
Eva May était la fille du réalisateur Joe May et de l'actrice Mia May.
Elle fut l'épouse de trois réalisateurs : Manfred Liebenau, Lothar Mendes et Manfred Noa.
N'ayant pu épouser son cousin, l'industriel Fritz Mandl (lequel épousera Hedy Lamarr), elle se suicide en 1924.

## Filmographie sélective
- 1914 Die geheimnisvolle Villa
- 1918 Sadja
- 1919 Staatsanwalt Jordan
- 1920 Der Henker von Sankt Marien
- 1920 Die Fee von Saint Ménard
- 1921 Junge Mama
- 1922 Der Graf von Charolais
- 1922 The Earl of Essex (en)
- 1923 Paganini
- 1923 Alt-Heidelberg
- 1923 Die Fledermaus
- 1924 Der geheime Agent

## Sources de la traduction
- (en) Cet article est partiellement ou en totalité issu de l’article de Wikipédia en anglais intitulé « Eva May » (voir la liste des auteurs).